# Lijst van oorlogsmonumenten in Lisse
De Nederlandse gemeente Lisse heeft 2 oorlogsmonumenten. Hieronder een overzicht.
| Nr.  | Object                      | Herdachte groep        | Ontwerper                     | Onthulling        | Type            | Locatie               | Plaats | Coördinaten                   | Foto              |
| ---- | --------------------------- | ---------------------- | ----------------------------- | ----------------- | --------------- | --------------------- | ------ | ----------------------------- | ----------------- |
| 1042 | Monument voor de Gevallenen | burgerslachtoffers     | Cephas Stauthamer (1899-1983) | 4 mei 1951        | beeld/sculptuur | Oranjelaan, 2161 KC   | Lisse  | 52° 15' 46" NB, 4° 33' 52" OL | Meer afbeeldingen |
| 3736 | B-17 monument               | geallieerde militairen |                               | 15 september 2012 | plaquette       | Heereweg 457, 2161 DC | Lisse  | 52° 14' 7" NB, 4° 32' 5" OL   | Meer afbeeldingen |

Alblasserdam ·
Albrandswaard ·
Alphen aan den Rijn ·
Barendrecht ·
Bodegraven-Reeuwijk ·
Capelle aan den IJssel ·
Delft ·
Den Haag ·
Dordrecht ·
Goeree-Overflakkee ·
Gorinchem ·
Gouda ·
Hardinxveld-Giessendam ·
Hendrik-Ido-Ambacht ·
Hillegom ·
Hoeksche Waard ·
Kaag en Braassem ·
Katwijk ·
Krimpen aan den IJssel ·
Krimpenerwaard ·
Lansingerland ·
Leiden ·
Leiderdorp ·
Leidschendam-Voorburg ·
Lisse ·
Maassluis ·
Midden-Delfland ·
Molenlanden ·
Nieuwkoop ·
Nissewaard ·
Noordwijk ·
Oegstgeest ·
Papendrecht ·
Pijnacker-Nootdorp ·
Ridderkerk ·
Rijswijk ·
Rotterdam ·
Schiedam ·
Sliedrecht ·
Teylingen ·
Vlaardingen ·
Voorne aan Zee ·
Voorschoten ·
Waddinxveen ·
Wassenaar ·
Westland ·
Zoetermeer ·
Zoeterwoude ·
Zuidplas ·
Zwijndrecht